# Lauri Ylönen
Lauri Ylönen (* 23. duben 1979, Helsinky) je finský hudebník, který se proslavil jako zpěvák rockové skupiny The Rasmus. Skupinu založil se spolužáky již na střední škole, roku 1994, jmenovala se nejprve Trashmosh, poté Antilla, nakonec Rasmus. První album vydala kapela roku 1996. Skupina existuje dodnes, byť roku 2011 vydal Lauri rovněž sólové album New World. Od roku 1999 je též členem skupiny Dynasty. Má přezdívku Lintu, což ve finštině znamená „pták“.